# Magnus Lagabøtes landslov
La Magnus Lagabøtes landslov  ("Legge statale di Magnus Lagabøte") è stata una legge che copriva l'intera Norvegia, emanata dal re Magnus VI di Norvegia  tra il 1274 e il 1276. La legge fu la prima ad essere applicata alla Norvegia nel suo insieme ed è uno dei primi esempi di legislazione nazionale completa da parte di un’autorità centrale in Europa. La legge è la ragione per cui al re fu dato il nome Lagabøte, "colui che migliora la legge".

## Caratteristiche
Sebbene la legislazione si applicasse all'intero paese, formalmente consisteva in quattro diversi libri di legge, uno per ciascuna delle quattro giurisdizioni (Gulating, Frostating, Eidsivating e Borgarting). Tuttavia, il contenuto dei quattro statuti era in gran parte simile e si basava principalmente sulle leggi giurisdizionali precedenti. Inoltre, una legge cittadina separata, Magnus Lagabøtes bylov, fu emanata per le città, a partire dal 1276.
La preparazione di una legge condivisa rafforzò le autorità centrali e il potere del re. Ciò ha suscitato reazioni, soprattutto da parte della Chiesa. L'arcivescovo Jon Raude di Nidaros si oppose all'intervento del re nella sfera ecclesiastica e alla revisione della legislazione ecclesiastica stessa. Ci fu una lunga disputa tra il re da un lato e la chiesa dall'altro, che si concluse con un accordo e un compromesso, chiamato Sættargjerden, a Tønsberg nel 1277. L'arcivescovo riuscì a garantire alla chiesa una considerevole detrazione fiscale e maggiori privilegi giuridici.
Ampie sezioni della legislazione sono state applicabili per più di 400 anni. Fu rivisto e tradotto in danese nel 1604 e ricevette il nome Christian IVs Norsk Lov ("Legge norvegese di Cristiano IV"), dal nome del re Cristiano IV di Danimarca. Nel 1687 la legislazione fu abrogata.
Si contano almeno 41 copie o manoscritti della Legge statale in circolazione ed era il libro non religioso più utilizzato nella Norvegia medievale.